# Scaphoideus decoratus
Scaphoideus decoratus är en insektsart som beskrevs av Rao och Emiliyamma 1995. Scaphoideus decoratus ingår i släktet Scaphoideus och familjen dvärgstritar. Inga underarter finns listade i Catalogue of Life.